# カゼッレ・トリネーゼ
カゼッレ・トリネーゼ（伊: Caselle Torinese）は、イタリア共和国ピエモンテ州トリノ県にある、人口約14,000人の基礎自治体（コムーネ）。

## 地理

### 位置・広がり

#### 隣接コムーネ
隣接するコムーネは以下の通り。
- ボルガロ・トリネーゼ
- レイニ
- マッパノ
- ロバッソメーロ
- サン・マウリーツィオ・カナヴェーゼ
- セッティモ・トリネーゼ
- ヴェナリーア・レアーレ

## 行政

### 分離集落
カゼッレ・トリネーゼには、以下の分離集落（フラツィオーネ）がある。
- Borgata Francia